# Lafitte-Vigordane
Pour les articles homonymes, voir Lafitte.
Lafitte-Vigordane est une commune française située dans le centre du département de la Haute-Garonne en région Occitanie.
Sur le plan historique et culturel, la commune est dans le Volvestre, constitué des vallées de l'Arize et du Volp, proche de la vallée de la Garonne, situé au sud de Toulouse et en partie nord du Couserans. Exposée à un climat océanique altéré, elle est drainée par la Louge, Canal du Moulin et par divers autres petits cours d'eau.
Lafitte-Vigordane est une commune rurale qui compte 1 156 habitants en 2022, après avoir connu une forte hausse de la population depuis 1975. Elle fait partie de l'aire d'attraction de Toulouse. Ses habitants sont appelés les Laffitois ou  Laffitoises.
Le patrimoine architectural de la commune comprend un immeuble protégé au titre des monuments historiques : le château, inscrit en 1991.

## Géographie

### Localisation
La commune de Lafitte-Vigordane se trouve dans le département de la Haute-Garonne, en région Occitanie.
Elle se situe à 41 km à vol d'oiseau de Toulouse, préfecture du département, à 22 km de Muret, sous-préfecture, et à 26 km d'Auterive, bureau centralisateur du canton d'Auterive dont dépend la commune depuis 2015 pour les élections départementales.
La commune fait en outre partie du bassin de vie de Carbonne.
Les communes les plus proches sont : 
Peyssies (2,6 km), Saint-Élix-le-Château (3,0 km), Salles-sur-Garonne (3,3 km), Carbonne (4,6 km), Gratens (4,7 km), Bois-de-la-Pierre (5,0 km), Marignac-Lasclares (5,3 km), Rieux-Volvestre (5,4 km).
Sur le plan historique et culturel, Lafitte-Vigordane fait partie du Volvestre, constitué des vallées de l'Arize et du Volp, proche de la vallée de la Garonne, situé au sud de Toulouse et en partie nord du Couserans.
Lafitte-Vigordane est limitrophe de six autres communes.
Les communes limitrophes sont Peyssies, Carbonne, Gratens, Marignac-Lasclares, Saint-Élix-le-Château et Salles-sur-Garonne.
| Gratens               | Peyssies           |          |
| Marignac-Lasclares    | Lafitte-Vigordane  | Carbonne |
| Saint-Élix-le-Château | Salles-sur-Garonne |          |

### Géologie et relief
La commune de Lafitte-Vigordane  est établie à cheval sur la première et la deuxième terrasse de la Garonne, dans la plaine toulousaine de la Garonne.
La superficie de la commune est de 1 138 hectares ; son altitude varie de 214  à   236 mètres.

### Hydrographie
Elle est drainée par la Louge, Canal du Moulin, un bras de la Louge la Nauze la Dourdouille venant de Lavelanet-de-Comminges et finissant dans la Garonne à Marquefave en rive gauche et par divers petits cours d'eau, constituant un réseau hydrographique de 13 km de longueur totale,.
La Louge, d'une longueur totale de 100 km, prend sa source dans la commune de Villeneuve-Lécussan et s'écoule du sud-ouest vers le nord-est. Elle traverse la commune et se jette dans la Garonne à Muret, après avoir traversé 34 communes.

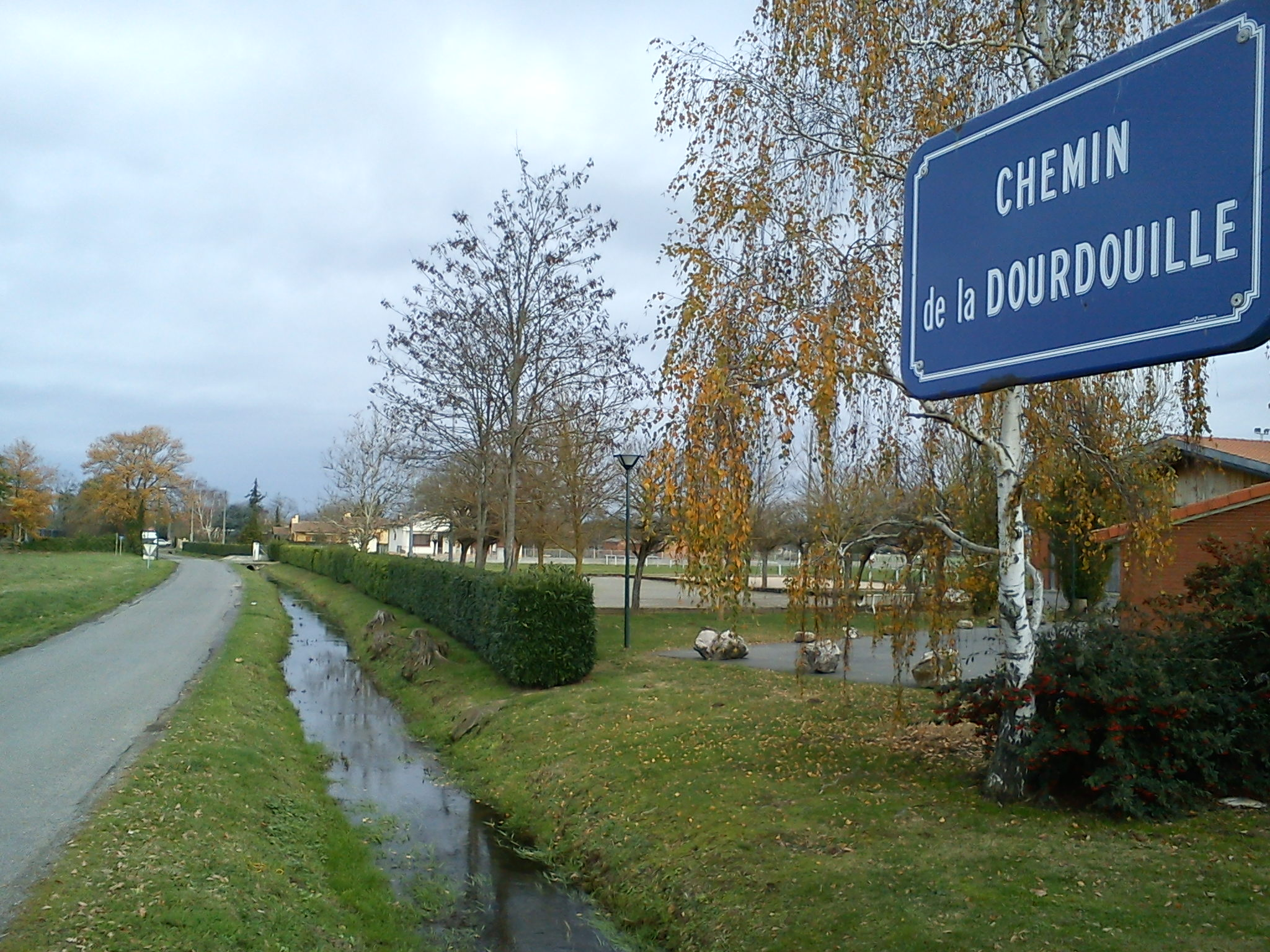
La Dourdouille à Lafitte-Vigordane.
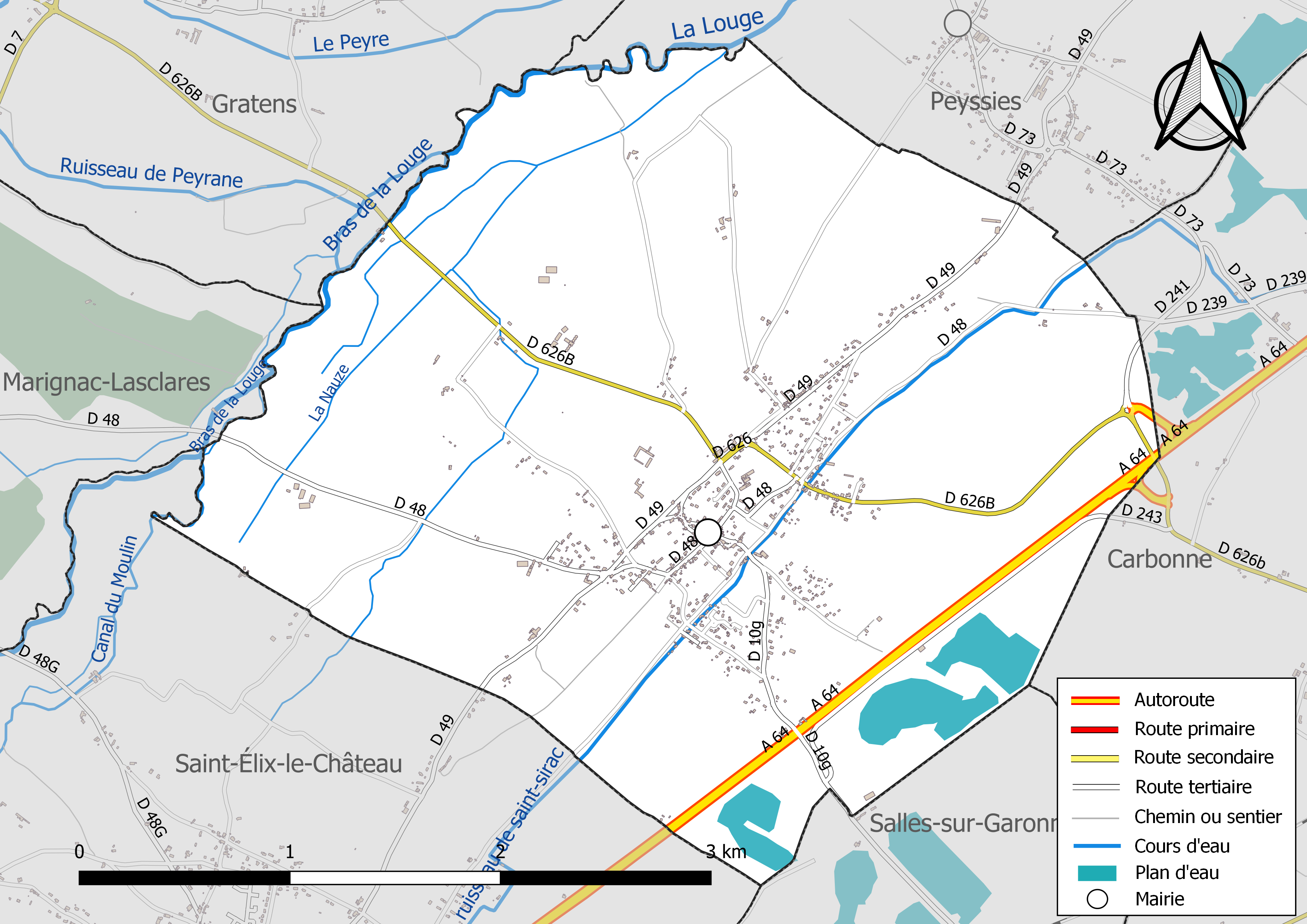
Réseaux hydrographique et routier de Lafitte-Vigordane.

### Climat
Pour des articles plus généraux, voir Climat de l'Occitanie et Climat de la Haute-Garonne.
En 2010, le climat de la commune est de type climat du Bassin du Sud-Ouest, selon une étude s'appuyant sur une série de données couvrant la période 1971-2000. En 2020, Météo-France publie une typologie des climats de la France métropolitaine dans laquelle la commune est exposée à un climat océanique altéré et est dans la région climatique Aquitaine, Gascogne, caractérisée par une pluviométrie abondante au printemps, modérée en automne, un faible ensoleillement au printemps, un été chaud (19,5 °C), des vents faibles, des brouillards fréquents en automne et en hiver et des orages fréquents en été (15 à 20 jours).
Pour la période 1971-2000, la température annuelle moyenne est de 12,9 °C, avec une amplitude thermique annuelle de 15,8 °C. Le cumul annuel moyen de précipitations est de 719 mm, avec 9 jours de précipitations en janvier et 5,5 jours en juillet. Pour la période 1991-2020, la température moyenne annuelle observée sur la station météorologique la plus proche, située sur la commune de Palaminy à 13 km à vol d'oiseau, est de 13,2 °C et le cumul annuel moyen de précipitations est de 715,2 mm,. Pour l'avenir, les paramètres climatiques de la commune estimés pour 2050 selon différents scénarios d'émission de gaz à effet de serre sont consultables sur un site dédié publié par Météo-France en novembre 2022.

### Milieux naturels et biodiversité
Aucun espace naturel présentant un intérêt patrimonial n'est recensé sur la commune dans l'inventaire national du patrimoine naturel,,.

## Urbanisme

### Typologie
Au 1er janvier 2024, Lafitte-Vigordane est catégorisée commune rurale à habitat dispersé, selon la nouvelle grille communale de densité à sept niveaux définie par l'Insee en 2022.
Elle est située hors unité urbaine. Par ailleurs la commune fait partie de l'aire d'attraction de Toulouse, dont elle est une commune de la couronne,. Cette aire, qui regroupe 527 communes, est catégorisée dans les aires de 700 000 habitants ou plus (hors Paris),.

### Occupation des sols
L'occupation des sols de la commune, telle qu'elle ressort de la base de données européenne d’occupation biophysique des sols Corine Land Cover (CLC), est marquée par l'importance des territoires agricoles (83,2 % en 2018), en diminution par rapport à 1990 (94 %). La répartition détaillée en 2018 est la suivante : 
terres arables (54 %), zones agricoles hétérogènes (22 %), zones urbanisées (8,6 %), mines, décharges et chantiers (7,9 %), prairies (7,3 %), eaux continentales (0,2 %). L'évolution de l’occupation des sols de la commune et de ses infrastructures peut être observée sur les différentes représentations cartographiques du territoire : la carte de Cassini (XVIIIe siècle), la carte d'état-major (1820-1866) et les cartes ou photos aériennes de l'IGN pour la période actuelle (1950 à aujourd'hui).

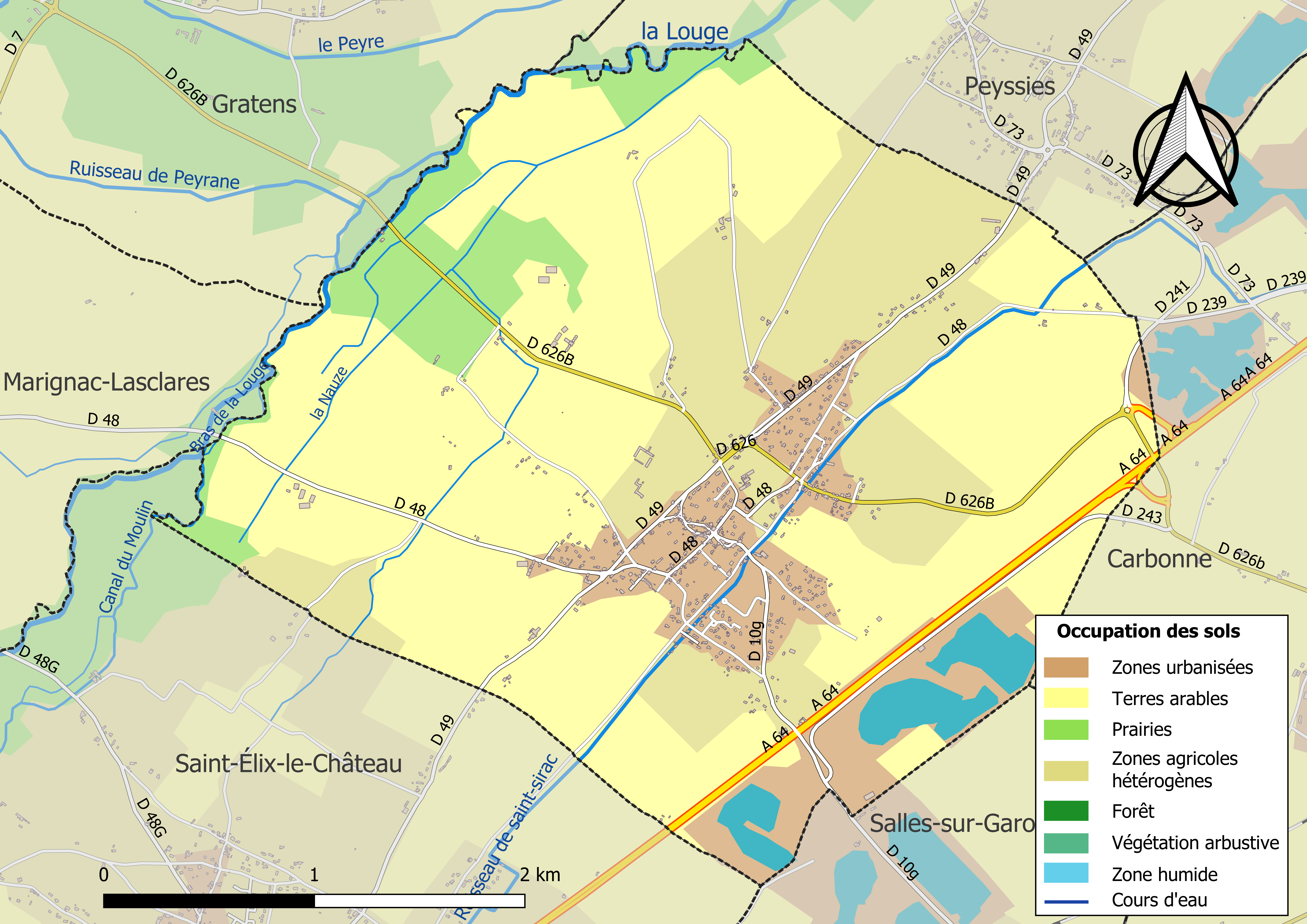
Carte des infrastructures et de l'occupation des sols de la commune en 2018 (CLC).

### Morphologie urbaine
L'essentiel des constructions est situé autour de l'église et de la mairie.

### Logement
L'urbanisation croissante s'explique par la périurbanisation due à la proximité de Toulouse, Lafitte-Vigordane faisant partie de son aire urbaine.

### Risques naturels et technologiques
Lafitte-Vigordane est située sur une zone à risque d'inondation ruissellement rural, et crue pluviale lente Louge et Dourdouille.
La commune est également concernée par un risque de séisme de 2/5 (faible).

### Voies de communication et transports
- Par la route : route nationale 117 ou A64 (sortie nos 26) et route nationale 626 déclassée en RD 626.
- Une ancienne voie romaine la Voie de Querilhac passait sur la commune.

- Par le train : en gare de Carbonne par TER Midi-Pyrénées sur la ligne Toulouse - Bayonne.

La ligne 361 du réseau Arc-en-Ciel relie le centre de la commune à la gare routière de Toulouse depuis Le Fousseret.

## Toponymie
Ce toponyme peut être l'évocation d'une borne milliaire.

## Histoire
Le 27 novembre 1693, noble Léonard Bastard, ancien capitoul de Toulouse âgé de 80 ans, fils de Blaise de Bastard, écuyer, co-seigneur de Vidalot et de Mirail et de Paul de Lauzit, dame de Lauzit, décédé deux jours auparavant, est enterré dans l'église Notre-Dame du Querillou.
À partir du moyen Âge jusqu'à sa disparition en 1790 pendant la Révolution française, Lafitte-Vigordane faisait partie du diocèse de Rieux

## Politique et administration

### Administration municipale
Le nombre d'habitants au recensement de 2017 étant compris entre 500 habitants et 1 499 habitants, le nombre de membres du conseil municipal pour l'élection de 2020 est de quinze,.

### Rattachements administratifs et électoraux
Commune faisant partie de la septième circonscription de la Haute-Garonne, de la communauté de communes du Volvestre et du canton d'Auterive (avant le redécoupage départemental de 2014, Lafitte-Vigordane faisait partie de l'ex-canton du Fousseret).

### Liste des maires
| Période                                  | Période  | Identité        | Étiquette | Qualité       |
| ---------------------------------------- | -------- | --------------- | --------- | ------------- |
| Les données manquantes sont à compléter. |          |                 |           |               |
| juin 1995                                | 2014     | François Gouaze | PS        |               |
| avril 2014                               | En cours | Karine Brun     | DVG       | Fonctionnaire |

## Population et société

### Démographie
L'évolution du nombre d'habitants est connue à travers les recensements de la population effectués dans la commune depuis 1793. Pour les communes de moins de 10 000 habitants, une enquête de recensement portant sur toute la population est réalisée tous les cinq ans, les populations de référence des années intermédiaires étant quant à elles estimées par interpolation ou extrapolation. Pour la commune, le premier recensement exhaustif entrant dans le cadre du nouveau dispositif a été réalisé en 2006.

En 2022, la commune comptait 1 156 habitants, en évolution de −1,28 % par rapport à 2016 (Haute-Garonne : +8,02 %, France hors Mayotte : +2,11 %).
| 1793 | 1800 | 1806 | 1821 | 1831 | 1836 | 1841 | 1846 | 1851 |
| ---- | ---- | ---- | ---- | ---- | ---- | ---- | ---- | ---- |
| 373  | 352  | 409  | 484  | 512  | 452  | 508  | 552  | 567  |

| 1856 | 1861 | 1866 | 1872 | 1876 | 1881 | 1886 | 1891 | 1896 |
| ---- | ---- | ---- | ---- | ---- | ---- | ---- | ---- | ---- |
| 593  | 552  | 515  | 528  | 502  | 522  | 539  | 549  | 518  |

| 1901 | 1906 | 1911 | 1921 | 1926 | 1931 | 1936 | 1946 | 1954 |
| ---- | ---- | ---- | ---- | ---- | ---- | ---- | ---- | ---- |
| 506  | 511  | 501  | 448  | 508  | 506  | 512  | 416  | 404  |

| 1962 | 1968 | 1975 | 1982 | 1990 | 1999 | 2006  | 2011  | 2016  |
| ---- | ---- | ---- | ---- | ---- | ---- | ----- | ----- | ----- |
| 462  | 426  | 470  | 456  | 529  | 654  | 1 026 | 1 050 | 1 171 |

| 2021  | 2022  | - | - | - | - | - | - | - |
| ----- | ----- | - | - | - | - | - | - | - |
| 1 179 | 1 156 | - | - | - | - | - | - | - |

| selon la population municipale des années : | 1968 | 1975 | 1982 | 1990 | 1999 | 2006 | 2009 | 2013 |
| Rang de la commune dans le département      | 83   | 104  | 119  | 110  | 122  | 122  | 117  | 114  |
| Nombre de communes du département           | 592  | 582  | 586  | 588  | 588  | 588  | 589  | 589  |

### Enseignement
Lafitte-Vigordane fait partie de l'académie de Toulouse.
L'éducation est assurée par un regroupement pédagogique intercommunal pour les classes de la maternelle et élémentaire (école Michel Colucci).
Puis au collège de Carbonne.

### Culture et festivités
Foyer rural, médiathèque, comité des fêtes, salle des fêtes,

### Activités sportives
Chasse, pétanque, tennis, football, passage de la 12e étape du Tour de France 2019,

### Écologie et recyclage
La collecte et le traitement des déchets des ménages et des déchets assimilés ainsi que la protection et la mise en valeur de l'environnement se font dans le cadre de la communauté de communes du Volvestre.
Déchetterie de Carbonne située en limite de la commune de Peyssies.

## Économie

### Revenus
En 2018  (données Insee publiées en septembre 2021), la commune compte 428 ménages fiscaux, regroupant 1 180 personnes. La médiane du revenu disponible par unité de consommation est de 23 710 € (23 140 € dans le département).

### Emploi
|                | 2008  | 2013  | 2018  |
| -------------- | ----- | ----- | ----- |
| Commune        | 6,6 % | 7 %   | 7,8 % |
| Département    | 7,7 % | 9,6 % | 9,3 % |
| France entière | 8,3 % | 10 %  | 10 %  |

En 2018, la population âgée de 15 à 64 ans s'élève à 755 personnes, parmi lesquelles on compte 80,3 % d'actifs (72,5 % ayant un emploi et 7,8 % de chômeurs) et 19,7 % d'inactifs,. Depuis 2008, le taux de chômage communal (au sens du recensement) des 15-64 ans est inférieur à celui de la France et du département.
La commune fait partie de la couronne de l'aire d'attraction de Toulouse, du fait qu'au moins 15 % des actifs travaillent dans le pôle,. Elle compte 155 emplois en 2018, contre 119 en 2013 et 92 en 2008. Le nombre d'actifs ayant un emploi résidant dans la commune est de 551, soit un indicateur de concentration d'emploi de 28,2 % et un taux d'activité parmi les 15 ans ou plus de 67,6 %.
Sur ces 551 actifs de 15 ans ou plus ayant un emploi, 96 travaillent dans la commune, soit 17 % des habitants. Pour se rendre au travail, 89,7 % des habitants utilisent un véhicule personnel ou de fonction à quatre roues, 3,4 % les transports en commun, 3,2 % s'y rendent en deux-roues, à vélo ou à pied et 3,8 % n'ont pas besoin de transport (travail au domicile).

### Activités hors agriculture

#### Secteurs d'activités
98 établissements sont implantés  à Lafitte-Vigordane au 31 décembre 2019. Le tableau ci-dessous en détaille le nombre par secteur d'activité et compare les ratios avec ceux du département,.
| Secteur d'activité                                                                                        | Commune | Commune | Département |
| Secteur d'activité                                                                                        | Nombre  | %       | %           |
| --- | ------- | ------- | ----------- |
| Ensemble                                                                                                  | 98      | 100 %   | (100 %)     |
| Industrie manufacturière, industries extractives et autres                                                | 17      | 17,3 %  | (5,7 %)     |
| Construction                                                                                              | 21      | 21,4 %  | (12 %)      |
| Commerce de gros et de détail, transports, hébergement et restauration                                    | 20      | 20,4 %  | (25,9 %)    |
| Information et communication                                                                              | 1       | 1 %     | (4,1 %)     |
| Activités financières et d'assurance                                                                      | 1       | 1 %     | (3,8 %)     |
| Activités immobilières                                                                                    | 1       | 1 %     | (4,2 %)     |
| Activités spécialisées, scientifiques et techniques et activités de services administratifs et de soutien | 21      | 21,4 %  | (19,8 %)    |
| Administration publique, enseignement, santé humaine et action sociale                                    | 11      | 11,2 %  | (16,6 %)    |
| Autres activités de services                                                                              | 5       | 5,1 %   | (7,9 %)     |

Le secteur des activités spécialisées, scientifiques et techniques et des activités de services administratifs et de soutien est prépondérant sur la commune puisqu'il représente 21,4 % du nombre total d'établissements de la commune (21 sur les 98 entreprises implantées  à Lafitte-Vigordane), contre 19,8 % au niveau départemental.

#### Entreprises et commerces
Les trois entreprises ayant leur siège social sur le territoire communal qui génèrent le plus de chiffre d'affaires en 2020 sont : 
- Entreprise Occitane De Valorisation - Eoval, traitement et élimination des déchets dangereux (6 317 k€)
- Application Systeme, commerce de gros (commerce interentreprises) de matériel électrique (1 000 k€)
- Au Fil Des Bois, fabrication d'autres meubles et industries connexes de l'ameublement (23 k€)

L'agriculture basée sur la culture de céréales (maïs, blé…) a encore une place importante mais tend à diminuer en faveur de zones résidentielles liées à la proximité de l'agglomération toulousaine.

### Agriculture
La commune est dans « les Vallées », une petite région agricole consacrée à la polyculture sur les plaines et terrasses alluviales qui s’étendent de part et d’autre des sillons marqués par la Garonne et l’Ariège. En 2020, l'orientation technico-économique de l'agriculture  sur la commune est la polyculture et/ou le polyélevage.
|               | 1988 | 2000 | 2010  | 2020  |
| ------------- | ---- | ---- | ----- | ----- |
| Exploitations | 33   | 20   | 11    | 14    |
| SAU (ha)      | 961  | 891  | 1 076 | 1 114 |

Le nombre d'exploitations agricoles en activité et ayant leur siège dans la commune est passé de 33 lors du recensement agricole de 1988  à 20 en 2000 puis à 11 en 2010 et enfin à 14 en 2020, soit une baisse de 58 % en 32 ans. Le même mouvement est observé à l'échelle du département qui a perdu pendant cette période 57 % de ses exploitations,. La surface agricole utilisée sur la commune a quant à elle augmenté, passant de 961 ha en 1988 à 1 114 ha en 2020. Parallèlement la surface agricole utilisée moyenne par exploitation a augmenté, passant de 29 à 80 ha.

## Culture locale et patrimoine

### Lieux et monuments
- Château de Lafitte-Vigordane, où les Rémusat ont habité ainsi que la petite-fille de Lafayette. Inscrit au titre des monuments historiques depuis 1991[41].
- Église Notre-Dame du Querillou du XIXe siècle.

### Personnalités liées à la commune
- Charles de Rémusat
- La famille des Rémusat
- Marie Lannelongue
- La petite-fille de Lafayette
- Jean-Pierre Labat de Mourlens voir Hôtel de Puymaurin de Toulouse
- Fabien Duchein ancien sénateur de la Haute-Garonne
- Léonard Bastard ancien capitoul de Toulouse